# Río Cega
El Cega es un río español afluente del río Duero por su margen izquierda.

## Descripción

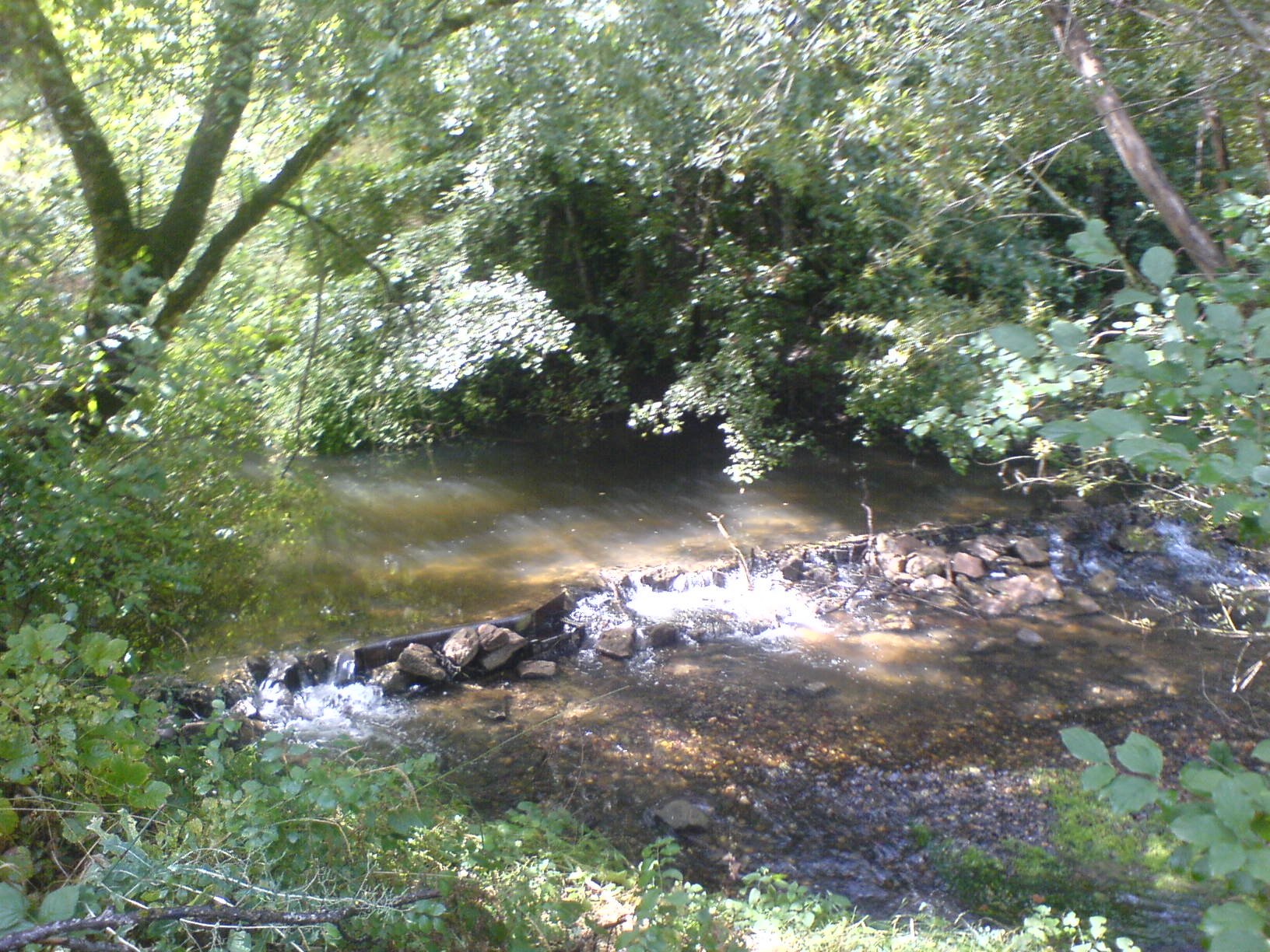
El Cega a su paso por el término de Cuéllar.

El río nace en la vertiente norte de la sierra de Guadarrama, próximo al puerto de Lozoya, en la divisoria de aguas entre las cuencas del Duero y el Tajo. Su origen se encuentra en el manantial conocido como fuente del Mojón, situado en el término municipal de Navafría de la provincia de Segovia. A lo largo de sus 149,07 km de longitud, atraviesa las provincias de Segovia y de Valladolid, para desembocar en la margen izquierda del Duero, 1 km aguas arriba de Puente Duero (provincia de Valladolid). Su principal afluente es el río Pirón, aunque también cuenta con otros como los ríos Santa Águeda y Vadillo, y arroyos como el Cerquilla, el de las Mulas, el de Santa Ana, el Malucas, el Marieles, el Pradillos o el Ternillo.
En su paso por la villa segoviana de Cuéllar, se encaja en barrancos con una profundidad de 20 a 60 metros y una anchura máxima de 300 metros. En el término municipal existen varios puentes medievales, como el puente de Barrancales o el de La Aceña. Dispone del arroyo Cerquilla, afluente del río, así como el arroyo Pradillos, que surten sus aguas al humedal El Espadañal. Además, a través de la ribera del río se extiende senda de los pescadores, una ruta natural que discurre por la Tierra de Pinares caminando junto al río, estando cubierta su ribera por una notable población de abedules, una de las masas principales de la especie en la provincia.
Otros puentes en la zona son el puente de la Minguela, en término de Vallelado, o el del molino Ladrón, entre Lastras de Cuéllar y Zarzuela del Pinar.
Se adentra en la provincia de Valladolid por el término municipal de Cogeces de Íscar, donde sus aguas son muy aprovechadas para el riego. Durante un pequeño tramo su cauce hace de límite con el término de Íscar, y es aquí donde desemboca el río Pirón en su orilla izquierda.
Después de absorber al arroyo de Cantaravacia, y a la altura del casco urbano, por el que discurre casi rozando, se levanta el puente de Cogeces de Íscar, románico de dos arcos, por el que pasa la carretera provincial VA 1102 Mojados - Íscar y la Cañada Real Leonesa Oriental. Aguas más abajo otro puente inaugurado en 2004 permite salvar la gran profundidad del río a la carretera VA 1202.
En el mismo término de Cogeces recibe las aguas del arroyo, otrora cangrejero, del Henar, en cuya confluencia se encuentra magníficamente restaurado el molino de Abajo, que con el de Arriba, también llamado Blanco, y el de Enmedio (igualmente restaurado)  conformaban hasta mediados del siglo pasado el conjunto de molinos harineros en el curso de este arroyo, en un idilico paraje el Valle del Cega dentro del territorio cogezano.
Aparece descrito en el sexto volumen del Diccionario geográfico-estadístico-histórico de España y sus posesiones de Ultramar de Pascual Madoz con las siguientes palabras:

CEGA: r. en la prov. de Segovia, part. jud. de Sepúlveda: tiene su origen en las sierras Carpetanas, y corre por los pueblos de Nabafria, La Torre de Valde, San Pedro, Reguijada, Pedraza de la Sierra, Pajares, Rebollo, Arebalillo, La Puebla y Frades, en donde entra en el puente de Mesa y sirve de linea divisoria de los térm. jurisd. de Sepúlveda y Segovia.
(Madoz, 1847, p. 290)